# Mir Hussein Mussavi
Mir Hussein Mussavi Khameneh, em pársi, میرحسین موسوی خامنه 
(Khameneh, Azerbaijão Oriental, 2 de março de 1942), é um político iraniano reformista. Arquiteto e pintor ocasional, foi o quinto e último Primeiro-ministro do Irã, de 1981 a 1989.
Mussavi formou-se arquiteto pela Universidade de Teerã. É Mestre em Arquitetura pela Universidade Shahid Beheshti e especialista em arquitetura islâmica tradicional. Originário do grupo étnico azeri, Mir-Hussein Mussavi é casado com Zahra Rahnavard, antiga chanceler da Universidade Alzahra e conselheira política do ex-presidente iraniano Mohammad Khatami. Nos primeiros anos da revolução, foi editor do jornal oficial do Partido Republicano Islâmico, o Jomhouri-e Eslami ("República Islâmica").
Mussavi foi o último primeiro-ministro do país, antes da mudança constitucional de 1989, que extinguiu o cargo. Anteriormente fora Ministro das Relações Exteriores. Presidiu a Academia Iraniana de Artes, mas foi expulso por autoridades conservadoras.
É membro do Conselho de Discernimento e do Conselho Superior da Revolução Cultural. No entanto, no ano de 2009, não participou das reuniões do conselho por muito tempo, o que foi interpretado por analistas e comentadores como um sinal de desaprovação.

## Disputa das eleições de 2009

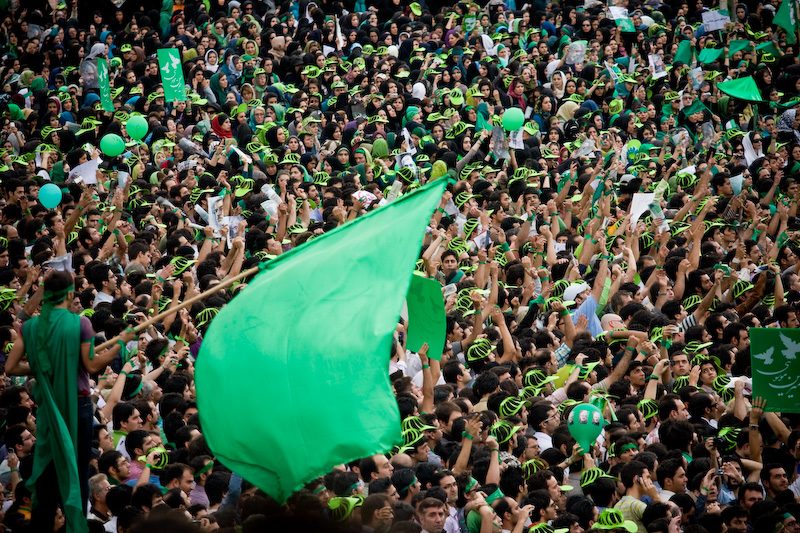
Concentração de partidários de Mussavi, em Teerã.

Mir Hussein Mussavi foi candidato às Eleição presidencial do Irã em 2009 ‎, prometendo um governo mais tecnocrático e melhores relações com o Ocidente. Durante sua campanha, atraiu o entusiasmo de jovens e particularmente das mulheres - além dos intelectuais e mesmo de alguns líderes iranianos mais velhos, destacando-se como o principal rival do atual presidente e também candidato Mahmud Ahmadineyad, que afinal foi reeleito, com cerca de 2/3 dos votos - oriundos sobretudo das comunidades rurais, dos militares e clérigos conservadores.
Houve suspeita de fraude nas apurações e, nas ruas de Teerã, manifestantes pró-Mussavi entraram em confronto com a polícia. Cerca de 170 pessoas foram presas, incluindo importantes figuras ligadas ao movimento reformista.
Mussavi apresentou um pedido formal de anulação das eleições, que foi analisado pelo Conselho dos Guardiões, órgão que coordena parte do processo eleitoral no país. O parecer do órgão foi negativo à reivindicação de Mussavi.

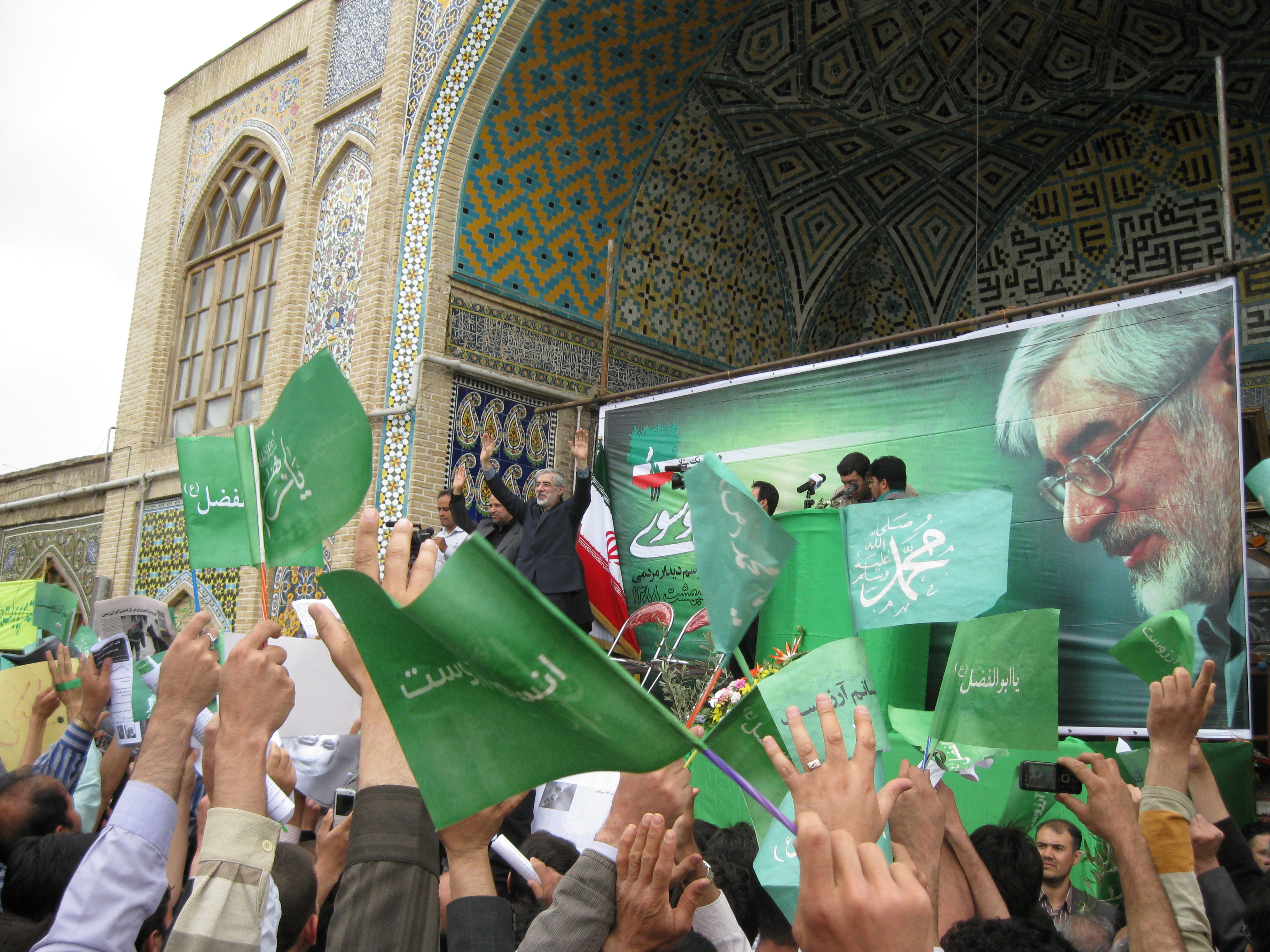
Mussavi, durante comício em Zanjan.